# There But For the Grace of God (Zvezdna vrata SG-1)
There But For the Grace of God je naslov epizode znanstveno-fantastične serije Zvezdna vrata, v kateri med raziskovanjem planeta P3R 233 Daniel odkrije ploščo, ki se spremeni v ogledalo. Ko se dotakne ogledala, ga rahlo strese, vendar ga to ne zmoti vse dotlej, ko se vrne skozi zvezdna vrata. Takrat se znajde v paralelnem svetu, ki je sicer podoben Zemlji, a kjer ni nič tako, kot je bilo. Najhujše je to, da so zlobni Goa'uldi tik pred tem, da prevzamejo poveljstvo zvezdnih vrat.